# Formica subelongata
Formica subelongata es una especie de hormiga del género Formica, familia Formicidae. Fue descrita científicamente por Francoeur en 1973.
Se distribuye por Canadá y los Estados Unidos. Se ha encontrado a elevaciones de hasta 1880 metros. Vive en microhábitats como rocas, piedras, nidos, vegetación baja, troncos, ramas de árboles y forraje.